# Wilhelm-Erbstollen
Die Grube Wilhelm-Erbstollen war ein Zusammenschluss von Schiefergruben in Kaub im Rhein-Lahn-Kreis. Sie liegt heute im UNESCO-Welterbe Oberes Mittelrheintal. Ihre Tagesanlagen stellen eines der wichtigsten Kulturdenkmäler des Schieferbergbaus dar. Abgebaut wurden die Lagerstätten des Kauber Zuges, der in nordöstlicher Richtung durch Hunsrück und Taunus verläuft und Bestandteil des Rheinischen Schiefergebirges ist.

## Geschichte
Kauber Schiefer soll schon von den Römern für den Bau des Limes verwendet worden sein, eine erste urkundliche Erwähnung des Bergbaus stammt aus dem Jahr 1355. Pfalzgraf Ruprecht I. bestätigte seinem Burggrafen Kuno von Reifenberg die Verpfändung eines Drittels des Schieferzehnten für 400 Heller.
Der im Bereich Herrenberg einsetzende Bergbau wurde zunächst im Tagebau vorgenommen, ab der zweiten Hälfte des 17. Jahrhunderts wurde überwiegend unter Tage gefördert.
Für das Jahr 1837 sind im Raum Kaub 131 Schiefersteinbrüche belegt, zumeist 2–4-Mann-Betriebe, die jährlich rund 24.000 Reis (rund 72.000 m) Schiefer förderten. Um ein leistungsfähigeres Bergwerk zu erhalten, versuchte die Nassauische Bergmeisterei die Kleinbetriebe zu einer bergrechtlichen Gewerkschaft zusammenzufassen. Gegen die Ausgabe von 128 Kuxen wurde das Betriebskapital in Höhe von 28.000 Gulden eingezahlt. Unter dem Namen Gewerkschaft Wilhelm-Erbstollen sollten 14 kleine Gruben und Grubenfelder (Wilhelm-Erbstollenzeche, Rabenkopf, Rochusberg, Einigkeit, Christhof, Ursprung, Herzberg, Franz Josef, Hoher Weg, Neu-Glück, Bellings, Glücksanfang, Mayenberg, Philippine) zu einem großen Komplex mit einheitlicher Wasserhaltung, Bewetterung und Förderung verbunden werden. Das Erbstollenrecht wurde am 30. August 1837 verliehen.

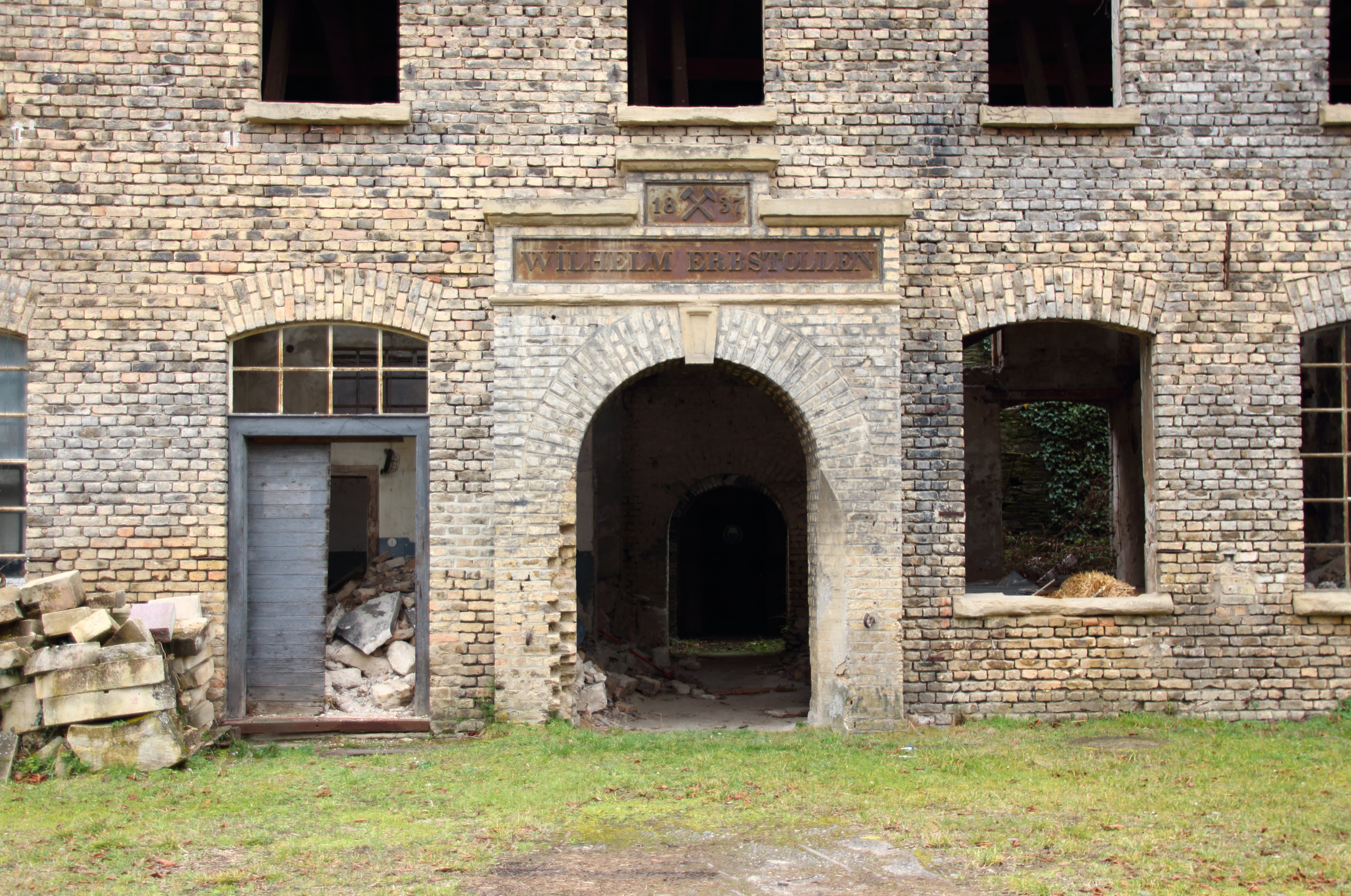
Stollen- und Zechenhaus, dahinter der Eingang zum Stollen

Bis zum Jahr 1844 wurde mit dem Aufbau der Stollenanlage sowie des Stollen- und Zechenhauses am Mundloch des Wilhelm-Erbstollens begonnen, Abbau selbst wurde bis dahin nicht betrieben. Im Erdgeschoss des Zechenhauses befanden sich die Waschkaue, eine Schmiede und eine Werkstatt, im Obergeschoss waren Verwaltungs- und Schlafräume untergebracht. Unmittelbar hinter dem Gebäude befindet sich das Mundloch des Stollens, welches in Form eines gewölbten Durchganges durch das Zechenhaus geführt wurde und in einem der Fassade vorgesetzten Portikus endete. Auf diesem ist heute noch die Inschrift Wilhelm Erbstollen sowie die Jahreszahl 1837 zu lesen, in deren Mitte das Bergbausymbol mit Schlägel und Eisen gesetzt wurde.
1866 gelangte das Herzogtum Nassau an das Königreich Preußen, die Grube ging somit in preußischen Besitz über. Die gesamte Anlage wurde am 12. März 1870 an die Firma Gebr. Puricelli’sche Betriebsgesellschaft aus Rheinböllen versteigert. Von da an begann ein stetiger Aufstieg der Grube.
Seine besondere chemische Zusammensetzung verliehen dem Kauber Schiefer, der überwiegend Verwendung als Dachschiefer fand, allerhöchste Qualität: Auf der Weltausstellung von 1889 in Paris gewann er eine Goldmedaille.
1899 wurde die Grube Ernestine erworben, der bis 1905 abgeteufte Ernestine-Schacht diente der Bewetterung der gesamten Grubenanlage sowie der Berge- und Schuttförderung. In den Jahren 1919 bis 1928 kamen die Felder Jakobsberg, Kiliansweiden, Salomonszeche, Adelheid, Eudora, Philippslust sowie die Grube Rennseiterstollen mit ihren Gruben Jungerwald, Vertrauen und Antoinette hinzu.

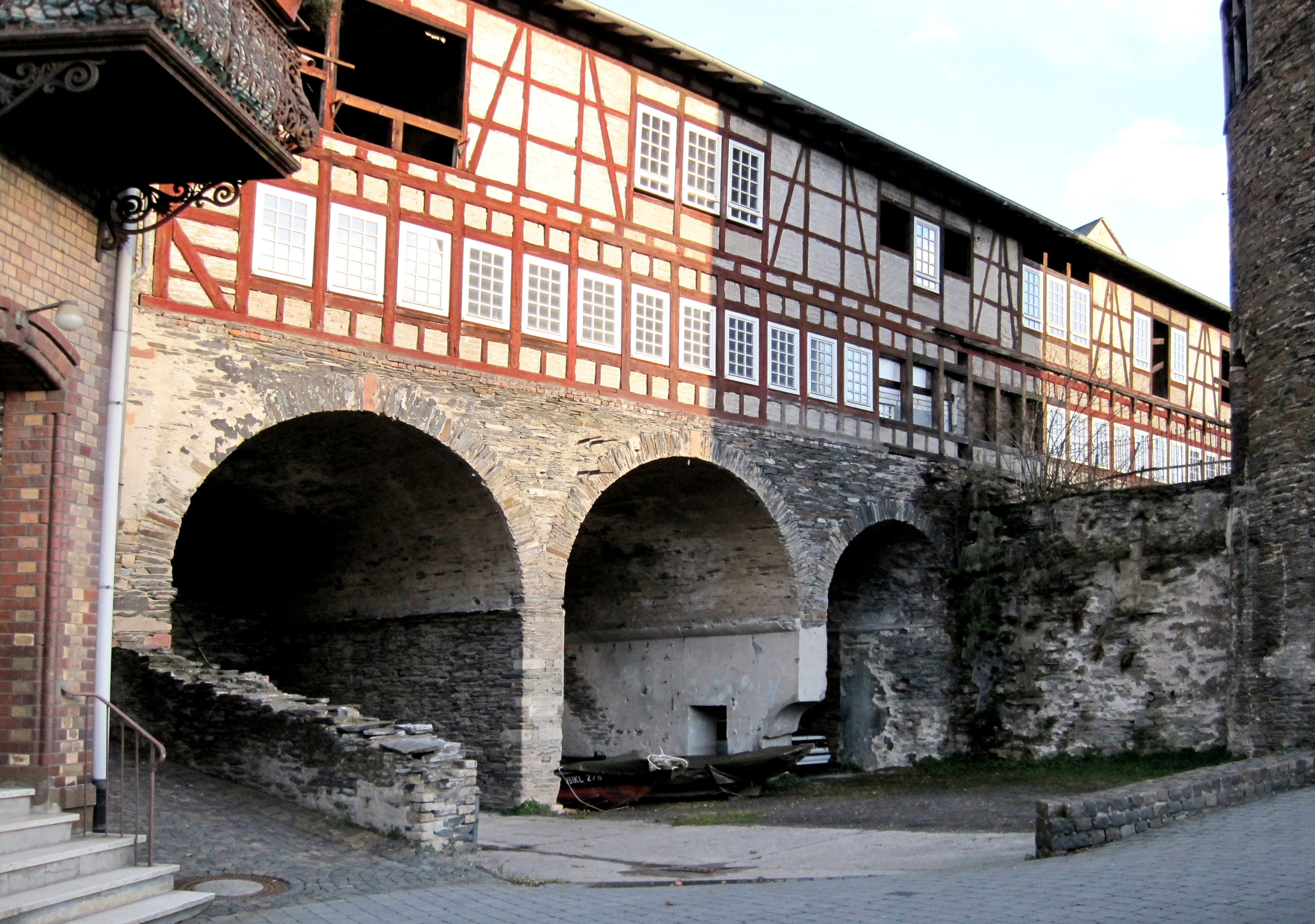
Spalthaus. Im Vordergrund die Grundmauern des alten Mahlwerkes, rechts der Übergang zum Dicken Turm

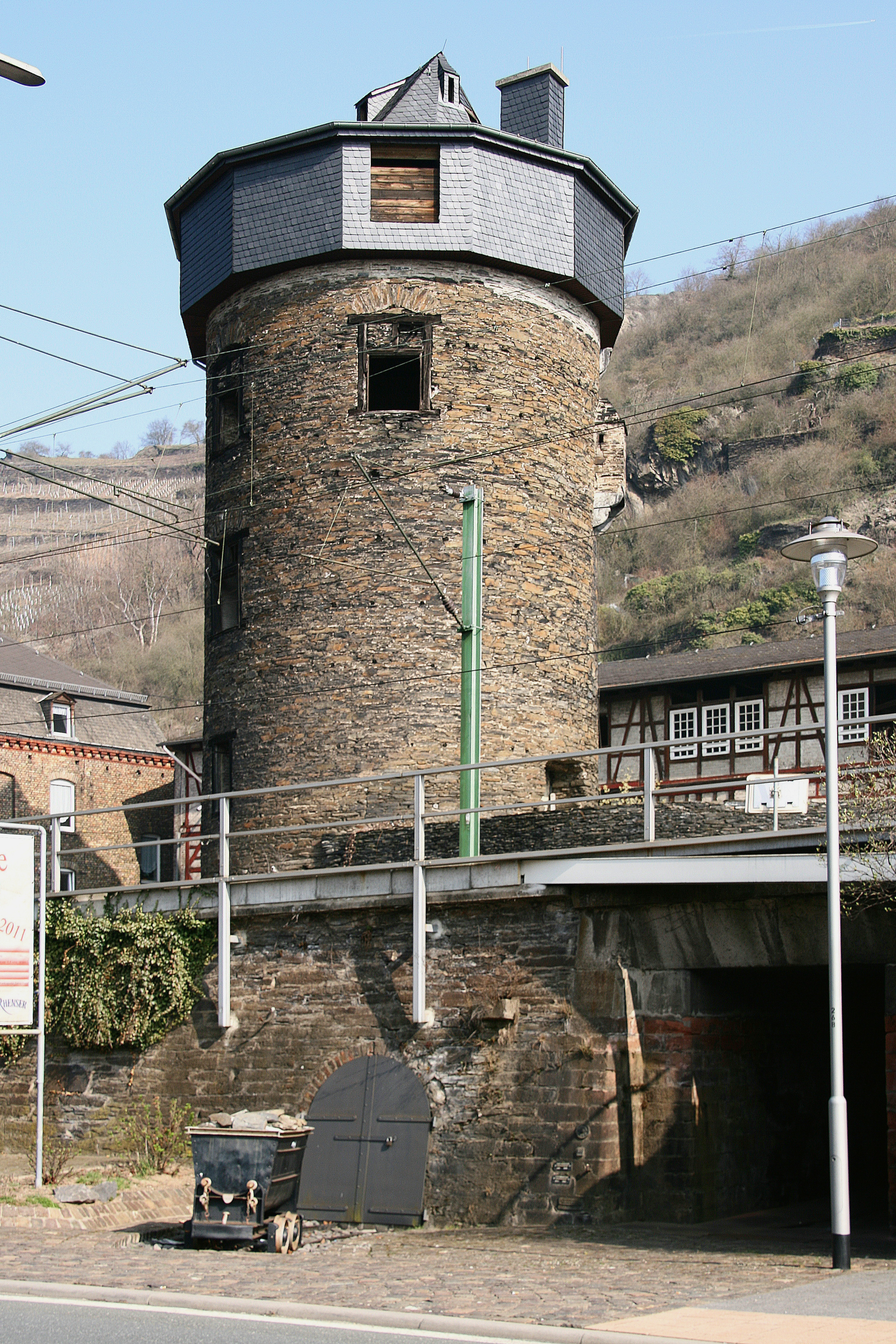
Lore vor dem Tunnel, der vom Dicken Turm unter dem Bahndamm hindurch zum Rhein führt

Im Anschluss an den Zechenplatz entstand 1921 ein Spalthaus auf massiver Stahlbetonkonstruktion. Über dieser wurde ein langgestreckter Fachwerkbau als Werk- und Wohngebäude errichtet. Im Spalthaus wurden die unter Tage in grobe Platten gehauenen Schiefersteine auf eine für die Dachdeckung optimale Dicke von durchschnittlich 5 mm gespalten. Das war nur bei Schiefer von höchster Qualität, d. h. ohne Störungen im Gestein, möglich.
Die fertig gespaltenen Schieferplatten wurde mit Förderwagen vom Spalthaus über eine Brücke in den mittelalterlichen Dicken Turm gefahren und von dort mittels eines Aufzuges auf das Niveau des Rheinufers gebracht. Durch einen Tunnel unter dem Bahndamm hindurch wurde das Material zu den Lager- und Arbeitsplätzen am Rhein transportiert, wo sie von den Zurichtern in die traditionelle Formen für die Verwendung als Dachstein gebracht wurden und Löcher für die Nägel bekamen. Zum Schutz vor der gefürchteten Staublunge lagen die Arbeitsplätze der Zurichter im Freien, lediglich kleine Unterstände schützten sie vor Wind und Wetter.
Die fertigen Dachschiefersteine wurden anschließend auf Schiffe oder Flöße oder die Bahn verladen.
Zur Weiterverarbeitung der Schieferabfälle zu Splitt und Schiefermehl wurde 1925 ein Mahlwerk, welches zum Rhein hin direkt an das Spalthaus anschloss, errichtet.
Um den hohen Verlust bei der Gewinnung des Schiefers zu verringern – vom gewonnenen Material fielen ca. 30–50 % als Berge an, ein weiterer Verlust entstand beim Sägen und Spalten, so dass letztendlich nur 20 % als absetzbares Produkt übrig blieb – wurde 1942 das monumentale Neue Mahlwerk in südlicher Fortsetzung der Zechenanlage gebaut, welches zum Wahrzeichen der Grube wurde. Die Qualität des Kauber Schiefermehls wurde von keinem anderen Schiefermehl erreicht: Der Feinheitsgrad betrug bis zu 29.000 Maschen/cm².
Hangaufwärts über dem Neuen Mahlwerk befand sich ein weiterer Zechenplatz mit einem Brecherwerk.
Bis zum Ende des Zweiten Weltkrieges wurde die Grube durch die Gebr. Puricelli betrieben, danach wurde der Betrieb mehrfach verpachtet. 1946 kam es noch einmal zu einem beachtlichen Aufschwung für westdeutschen Schiefer, aufgrund schlechter Auftragslage jedoch kam die Grube 1972 unter ihrem letzten Betreiber, der Vereinigten Schieferwerke Schilling & Co. aus Goslar, zum Erliegen.

## Grubenbetrieb
Der Abbau im Wilhelm-Erbstollen erfolgte im Kammerbauverfahren, seltener im Strossenbau. Der Schiefer wurde seit 1913 meist durch Schrämen gelöst, später durch Druckschüsse mit Schwarzpulver.
Abgebaut wurde zunächst auf den im Abstand von jeweils 25 m gelegenen Sohlen Obersohle, Erbstollensohle und 3. Sohle, die über den Ernestine-Schacht mit einer Teufe von 108 m und mehreren Schrägschächten miteinander verbunden waren. 1961 kam als vierte Sohle die Rheinsohle hinzu, die über einen Blindschacht mit einer Teufe von 56 m an die Erbstollensohle angeschlossen war. Während der Betriebszeit wurde aus hauptsächlich aus sechs verschiedenen Lagerstätten abgebaut (Lager I bis VI), nur kurzfristiger Abbau fand in den Lagern Landschaden und Pulverberg statt.
Die Wasserhaltung erfolgte über die Erbstollensohle. Die zugeführten Wasser flossen über eine Seige, die sich in der Mitte der Sohle befand, mit natürlichem Gefälle ab. Lediglich die Wasser der Rheinsohle mussten durch Pumpen auf das Niveau der Erbstollensohle gebracht werden. Die städtische Wasserversorgung wurde nach einer Neuverlegung der Wasserleitung 1904–1905 mit Bergwasser der Gruben Ernestine und Rennseiter gespeist. Nach Stilllegung der Grube wurde der Wilhelm-Erbstollen abgedämmt, der unter der Erbstollensohle liegende Grubenbau ersoff und dient seitdem der Wasserversorgung der Stadt Kaub.
Zum Zeitpunkt ihrer Stilllegung hatte die Grube eine Ausdehnung von fast 25 km.
Weitere bekannte Stollen und Gruben in der Gemarkung Kaub waren: Rennseiter-Stollen, Viktoria-Stollen, Ernestine-Stollen, Barbara-Stollen, In der Pfarrwiese, Jakobsberg, Grube Ludwig, Im Landschaden, Auf der Platte und Im Ried.
Siehe auch: Liste von Bergwerken im Taunus

## Chemische Zusammensetzung
Der Schiefer der Grube Wilhelm-Erbstollen weist folgende chemische Zusammensetzung auf:
| Name                         | %     |
| ---------------------------- | ----- |
| Kieselsäure                  | 57,72 |
| Tonerde                      | 20,47 |
| Eisen(III)-oxid              | 2,11  |
| Eisen(II)-oxid               | 4,98  |
| Calciumcarbonat              | 0,79  |
| Magnesiumcarbonat            | 0,46  |
| Kaliumoxid                   | 6,02  |
| Natriumoxid                  | 1,06  |
| Phosphorsäure                | 0,11  |
| Schwefelkies                 | 0,20  |
| Wasser und org. Bestandteile | 4,59  |

Weitere Bestimmungen bis zu 100 % liegen nicht vor.

## Würdigung

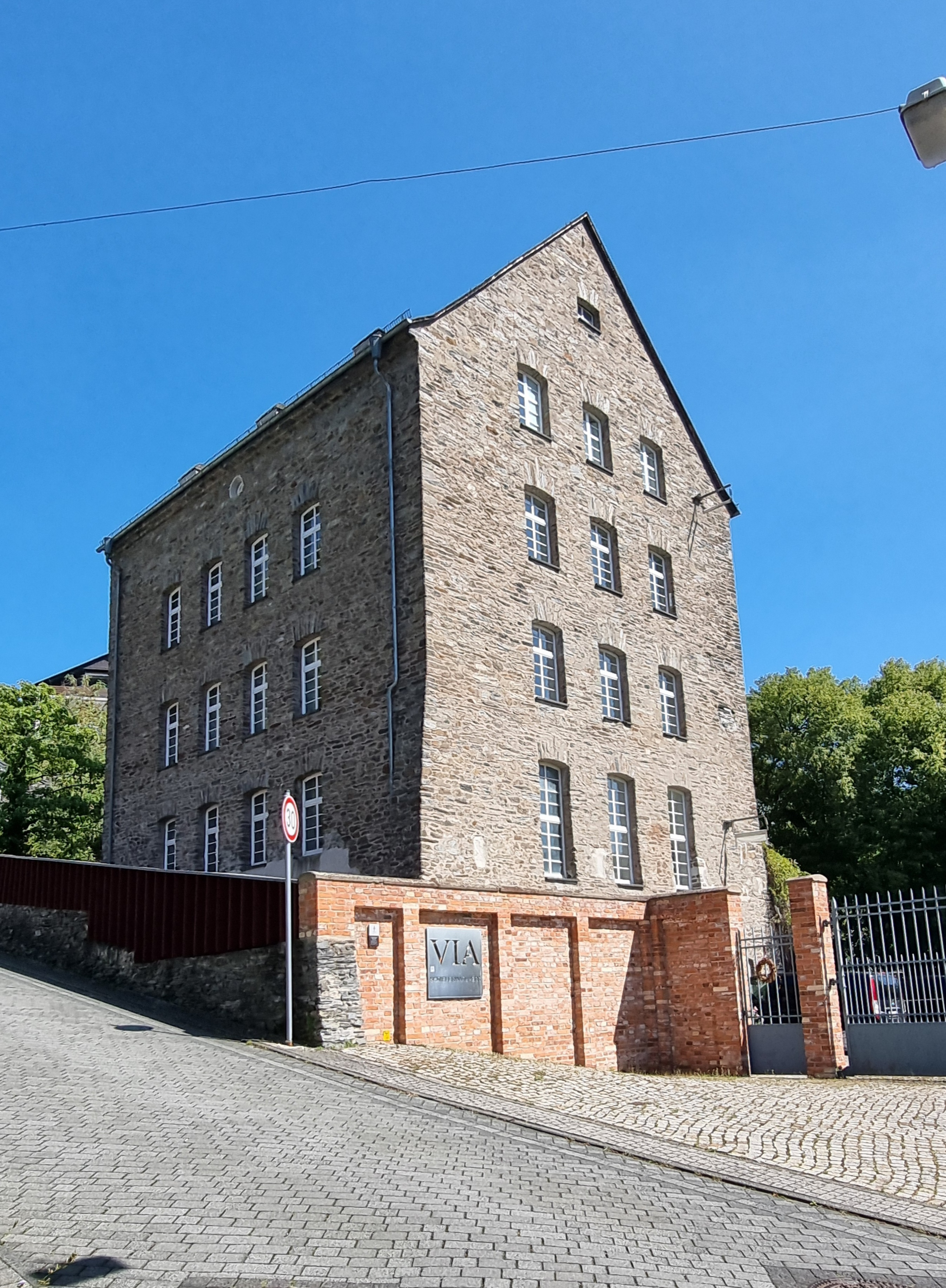
Neues Mahlwerk

Vom 18. bis ins 20. Jahrhundert war der Schieferbergbau in Kaub ein wesentlicher Wirtschaftszweig. Die jahrhundertealte Verbundenheit der Stadt mit dem Bergbau ist seit 1956 auch im Wappen der Stadt wiederzufinden: Neben dem blau-weißen Rautenmuster als Symbol für die Kurpfalz sind dort Symbole für Schifffahrt, Weinbau und Bergbau abgebildet. Selbst zwei Fenster der evangelischen Kirche St. Trinitatis weisen die Symbole von Schlägel und Eisen auf. Der heutige Zustand der Grubenanlage jedoch spiegelt diese Verbundenheit nicht wider: Noch in den 1980er Jahren war die Anlage in hervorragender Verfassung mit originaler Ausstattung und galt in ihrer Gesamtheit als eines der ausdrucksstärksten Denkmalensembles des Schieferbergbaus in der Bundesrepublik. Insbesondere die Verbindung zwischen Mundloch und Zechenhaus ist in dieser Form nur sehr selten zu finden. Seitdem jedoch sind das alte Mahlwerk, ein Anbau am Spalthaus, das Brecherwerk sowie die Innenausstattungen völlig verschwunden, Zechen- und Spalthaus sind dem Verfall preisgegeben. Lediglich das Neue Mahlwerk wurde vorbildlich restauriert und dient heute als Wohnraum. Relikte des ehemaligen Bergbaus sind auch rund um Kaub zu finden: Neben Grubengebäuden, Mundlöchern und landschaftsprägenden Abraumhalden gibt es auch noch einen der wenigen erhaltenen Bewetterungsschornsteine.
Seit 2022 bemüht sich ein privater Verein um die Aufarbeitung und Wahrung der Geschichte des Dachschieferbergbaus in Kaub und Umgebung.